# Симфонический оркестр Ёмиури
Симфонический оркестр Йомиури (яп. 読売日本交響楽団) — японский симфонический оркестр. Основан в 1962 г., базируется в Токио. По-видимому, это единственный в мире оркестр, принадлежащий газете — одной из крупнейших газет Японии «Ёмиури симбун».
В разное время с оркестром работали такие дирижёры, как Карл Бём, Курт Зандерлинг, Геннадий Рождественский. Почётным дирижёром оркестра с 1991 г. является Рафаэль Фрюбек де Бургос.

## Главные дирижёры
- Уиллис Пейдж (1962—1965)
- Хироси Вакасуги (1965—1980)
- Рафаэль Фрюбек де Бургос (1980—1983)
- Хайнц Рёгнер (1984—1992)
- Тадааки Отака (1992—1998)
- Герд Альбрехт (1998—2007)
- Станислав Скровачевский (2007—2010)
- Сильвен Камбрелен (с 2010 г.)